# Ústřední kulturní dům železničářů

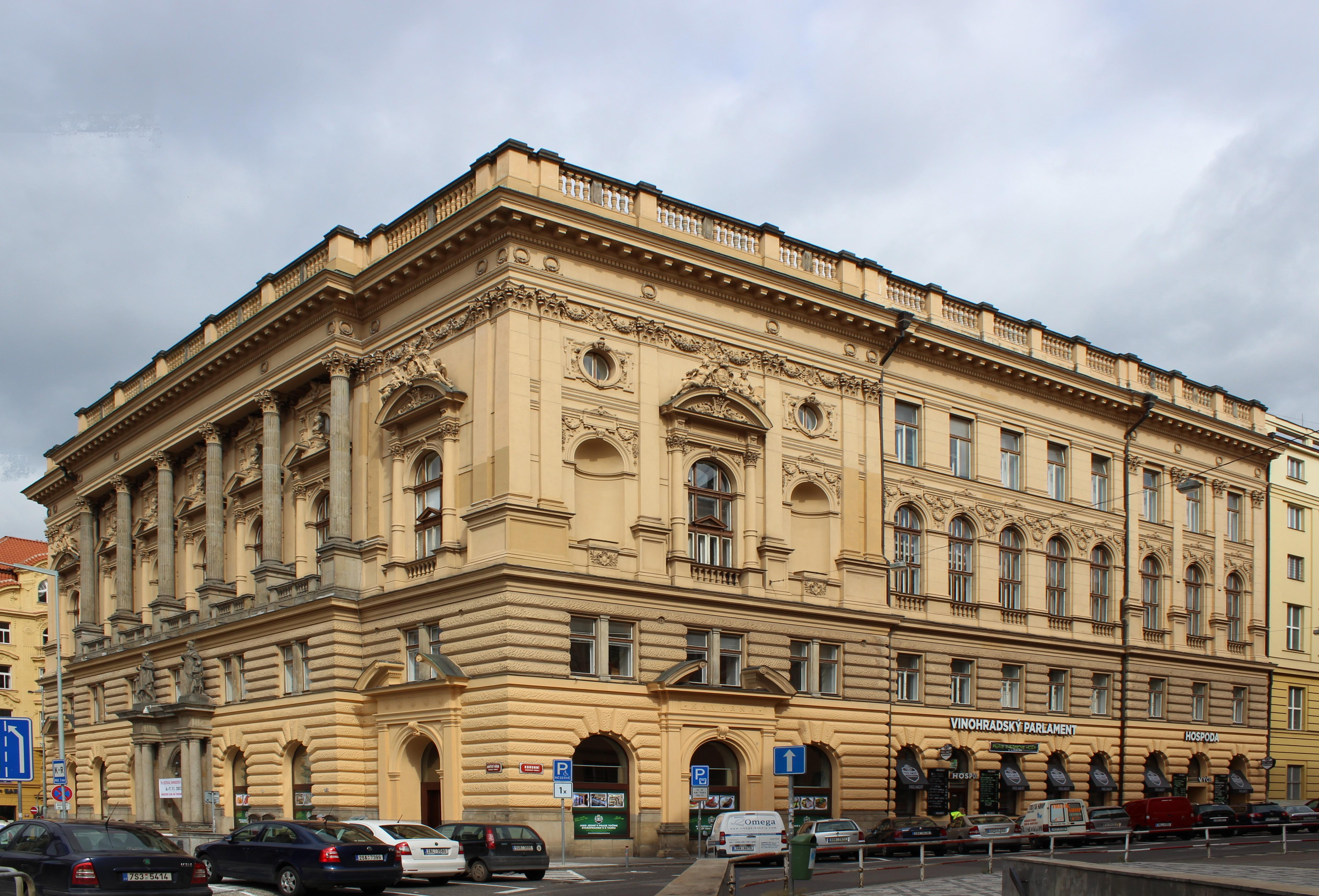
ÚKDŽ, nyní Národní dům na Vinohradech

Ústřední kulturní dům železničářů (ÚKDŽ) (nám Míru 9, Praha 2) byl název galerie moderního a neoficiálního umění, sídlící za komunistického režimu ve stejnojmenném kulturním domě na Vinohradech, který od roku 1959 využívaly Československé státní dráhy. Po pádu komunistického režimu byl kulturnímu domu vrácen původní název Národní dům na Vinohradech. Galerie zanikla roku 1992.

## Historie galerie
Novorenesanční budova Národního domu pochází z let 1893-1894. Po komunistickém převratu budova chátrala. Roku 1955 ji získaly Československé dráhy, které ji rekonstruovaly a od roku 1959 využívaly jako Ústřední kulturní dům železničářů.
Pro výstavy byla vyčleněna klubovna ve 2. patře kulturního domu, která jinak sloužila jako místo pro pořádání schůzí, školení a svateb. Galerie zahájila činnost roku 1976 z iniciativy tehdejšího pracovníka ÚKDŽ Josefa Havlíčka. Vedoucím propagačního oddělení ÚKDŽ se stal historik umění Jiří Kohoutek. Kohoutek byl na počátku normalizace odvolán z pozice ředitele Středočeské galerie (1971) a později mu byl zakázán výkon funkce i v dalším zaměstnání v n. p. Kniha (1975). Úvodní cyklus výstav věnoval umělcům Prahy 2 a prvním vystavujícím se stal František Hodonský, který byl v té době rovněž zaměstnán v propagačním oddělení ÚKDŽ. Od roku 1980 probíhaly výstavy „Cyklu osobností a směrů českého umění 20. století“.
Jiří Kohoutek odešel roku 1983 pracovat do Národní galerie a program výstav po něm převzala Marcela Pánková, která předtím od 70. let působila jako kurátorka nezávislých galerií Divadlo v Nerudovce, mělnická Galerie ve Věži nebo Ústav makromolekulární chemie. Galerie ÚKDŽ pod jejím vedením vystavila např. díla Josefa Čapka, nebo obrazy Josefa Šímy, zapůjčené z Moravské galerie v Brně. Později se jí podařilo realizovat výstavy řady zakázaných umělců, jako Václav Boštík, Rudolf Volráb, Karel Malich, Vladimír Janoušek, Věra Janoušková, Adriena Šimotová nebo generace mladých výtvarníků 70. let (Vladimír Novák, Petr Pavlík, Václav Stratil, Tomáš Švéda, Stanislav Judl, ad.) Na organizaci výstav se kromě Josefa Havlíčka od poloviny 80. let podílel Ivo Janoušek a řada dalších teoretiků umění - Václav Formánek, Milena Slavická, Tomáš Vlček, Věra Vokáčová.
Galerie byla unikátní tím, že ke každé výstavě ve vlastní režii vytiskla plakát, pozvánky a katalog umělce v jednotném formátu 21 x 21 cm se šestnácti černobílými reprodukcemi. Tiskárna sídlila v ÚKDŽ a autorem všech tiskovin byl člen realizačního týmu výstav Karel Dittrich. Výstavy bylo nutné předem projednat s referenty kultury na ONV Praha 2. Tento odbor podléhal ideologickému dohledu OV KSČ a zákaz výstavy někdy vydal i na základě anonymního udání (Rudolf Volráb, 1985).
Po pádu komunistického režimu se obnovila výstavní činnost v zavedených galeriích, zájem o výstavy v ÚKDŽ postupně opadl a galerie roku 1992 svou činnost ukončila.

## Výstavy (výběr)
- 1976 František Hodonský
- 1978 František Gross: Kresby ze 60. - 70. let
- 1979 Z komorní tvorby sochařů Prahy 2
- 1979 Ladislav Čepelák: Z grafické tvorby 60. a 70. let
- 1980 Padesát plastik Olbrama Zoubka,
- 1980 Zdeněk Sklenář: Obrazy / kresby
- 1981 Otakar Kubín (Coubine)
- 1981 Jiří John: O přírodě
- 1981 O výtvarném díle Jiřího Johna
- 1982 Železniční tematika v české malbě 20. století II
- 1982 František Ronovský: O člověku, Kresby a kvaše z let 1960 - 1980
- 1982 Karel Souček: Obrazy z cyklů Lidice - Osvobození
- 1982/ Ladislav Zívr: Plastiky a kresby z posledních let tvorby
- 1982 Jiří Kašpar: Sochy, Jaroslav Mysliveček: Obrazy, Josef Saska: Kresby
- 1983 Josef Šíma: Obrazy a kresby ze sbírek Moravské galerie
- 1983 Jiří Mrázek: Obrazy a kresby z let 1943 - 83
- 1983 Václav Bartovský: Malířská tvorba z let 1927 - 1960
- 1983 František Dostál: Lidé z říčních lázní
- 1983 Václav Boštík: Obrazy z let 1939-1983
- 1983 Vladimír Novák: Obrazy a kresby
- 1984 Současné umění Liberecka, Malba, kresba, grafika, objekty, šperk, sklo
- 1984 Andrej Bělocvětov: Obrazy z let 1980 - '84
- 1984 Daisy Mrázková: Kresby
- 1984 Viktor Pivovarov: Obrazy z let 1981 - 1984
- 1984/1985 Petr Pavlík: Obrazy, kresby objekty
- 1985 Jindřich Wielgus: Plastiky a kresby
- 1985/ Počítačové umění ČSSR
- 1985/ Svatopluk Klimeš: Průhledy
- 1985 Jan Ságl: Fotografie 1980 - 1985
- 1985 Rudolf Volráb: Obrazy
- 1986 Václav Stratil: Kresby
- 1986 Karel Malich: Obrazy
- 1986 Josef Hampl: Kresby - šití 1982 - 1986
- 1987 Vladimír Janoušek: Sochy
- 1987 Aleš Lamr: Obrazy, kresby, objekty
- 1987 Václav Špála: Hračky, scénografie, ilustrace, plakát - varia
- 1987 Jiří David: Obrazy
- 1987 Věra Janoušková: Smalty
- 1988 Theodor Pištěk
- 1988 Jiří Schmidt: Obrazy
- 1988 Tomáš Švéda: Obrazy - kresby
- 1988 Vladimír Kopecký: Obrazy
- 1989 Adriena Šimotová: Kresba a prostor
- 1989 Stanislav Judl: Obrazy a plastiky
- 1989 Martina Riedlbauchová: Obrazy, Zdeněk Lhotský: Skleněné objekty
- 1989 Blanka Lamrová: Keramika a fotografie
- 1989 Adéla Matasová: Instalace
- 1989 Stanislav Kolíbal: Kresby '88
- 1990 Jiří Sopko: Obrazy
- 1990 Rudolf Fila: Obrazy
- 1990 Jana Skalická: Igelity
- 1990 František Janoušek: Obrazy z let 1932 - 1942
- 1990 Zorka Ságlová: Obrazy
- 1990 Daniel Balabán: Obrazy
- 1991 Jiří Lacina: Obrazy
- 1991 Václav Hejna: Malby, asambláže, kresby z třicátých až osmdesátých let
- 1991 Antonín Stibůrek: Obrazy, objekty
- 1991 Pravoslav Kotík: Výbor z díla
- 1991 F. K. Foltýn: Obrazy
- 1991 Eva Vlasáková: Kresba, instalace
- 1991 Josef Mžyk: Malby
- 1991 Dialog '92 k poctě Jana Amose Komenského,
- 1992 Bernhard Wüscher: Obrazy
- 1992 Pavel Besta: Obrazy